# Läutewerk (Eisenbahn)

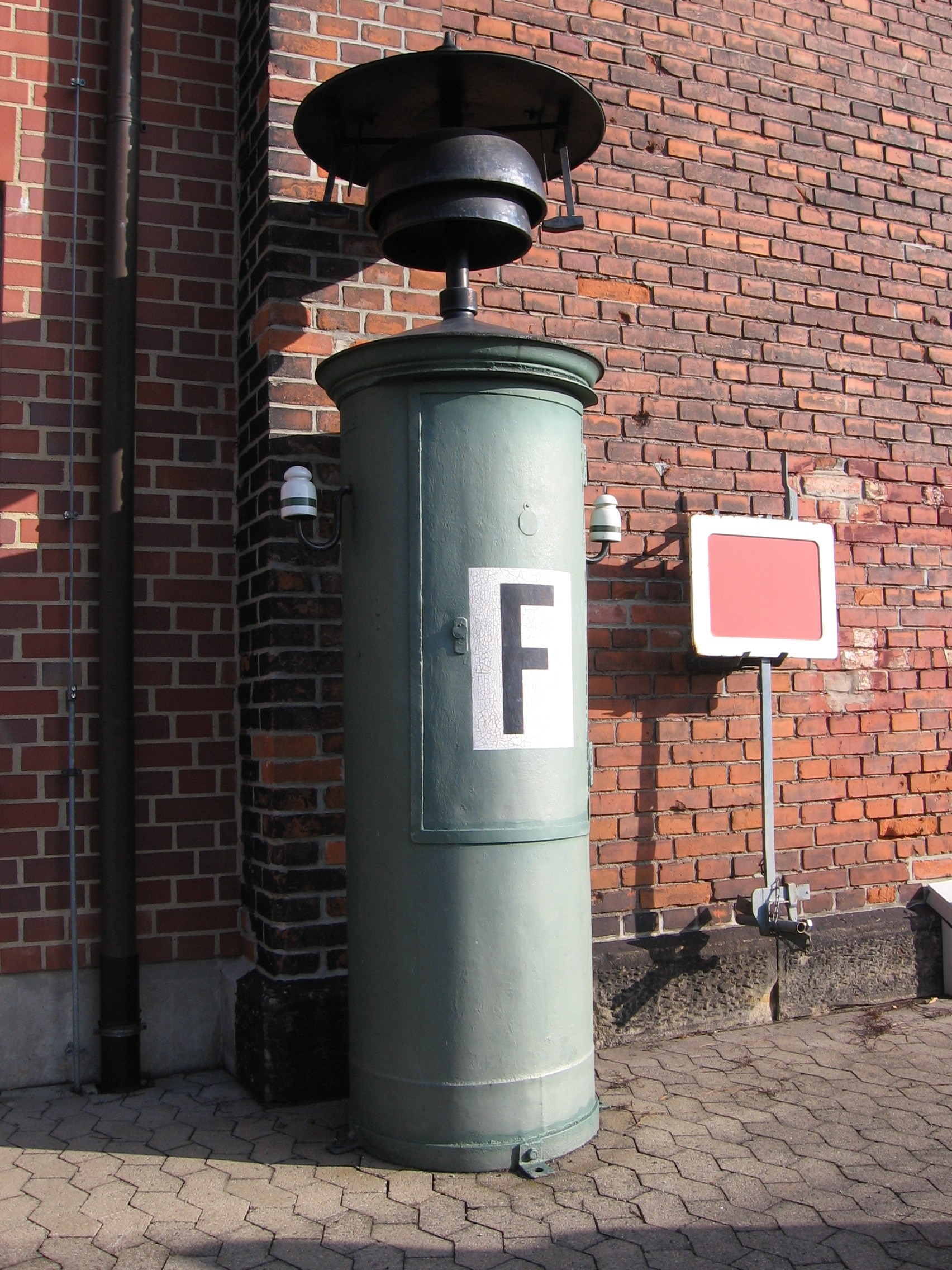
Streckenläutewerk im Deutschen Dampflokomotiv-Museum

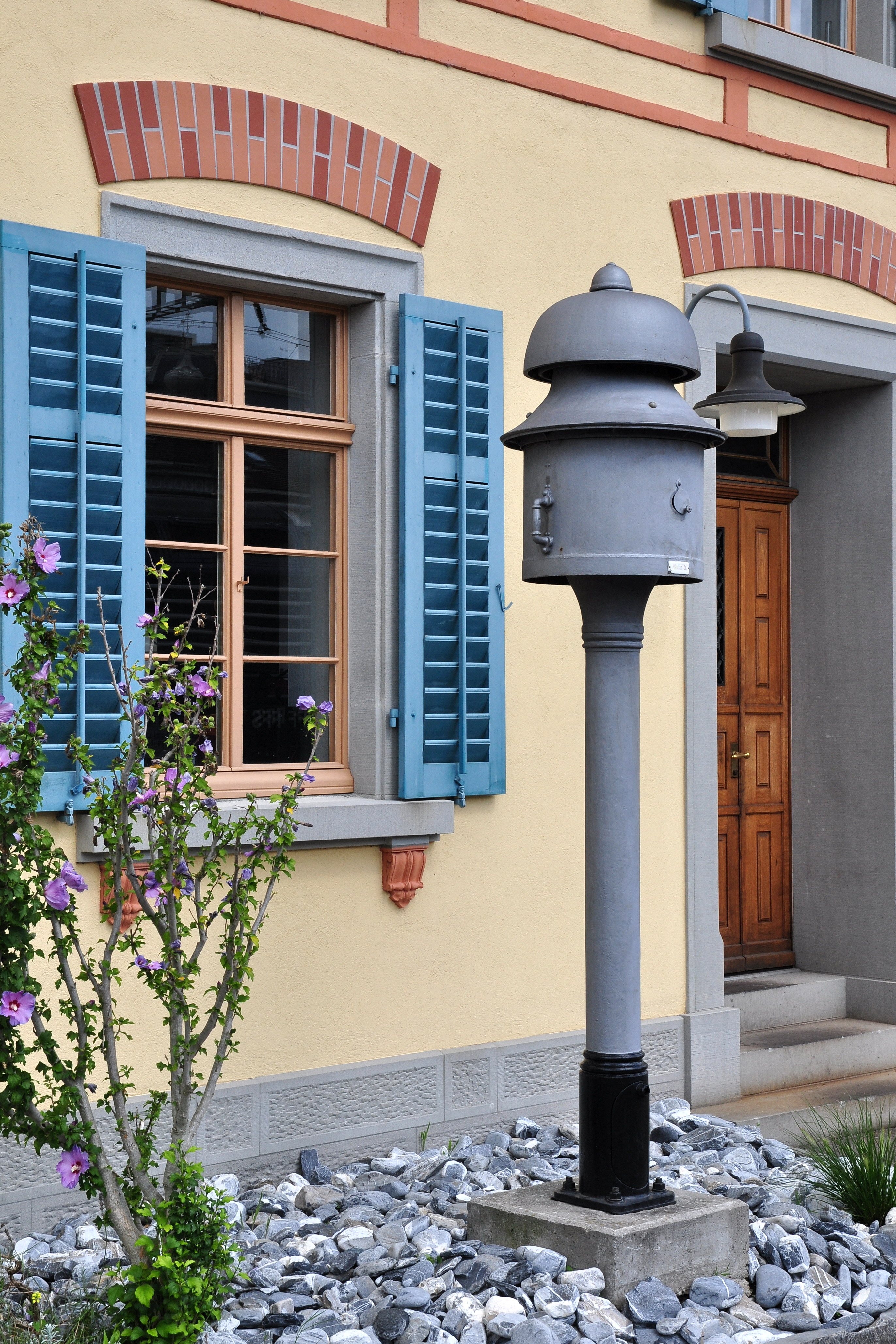
Säulenläutwerk vor der Lokremise Uster

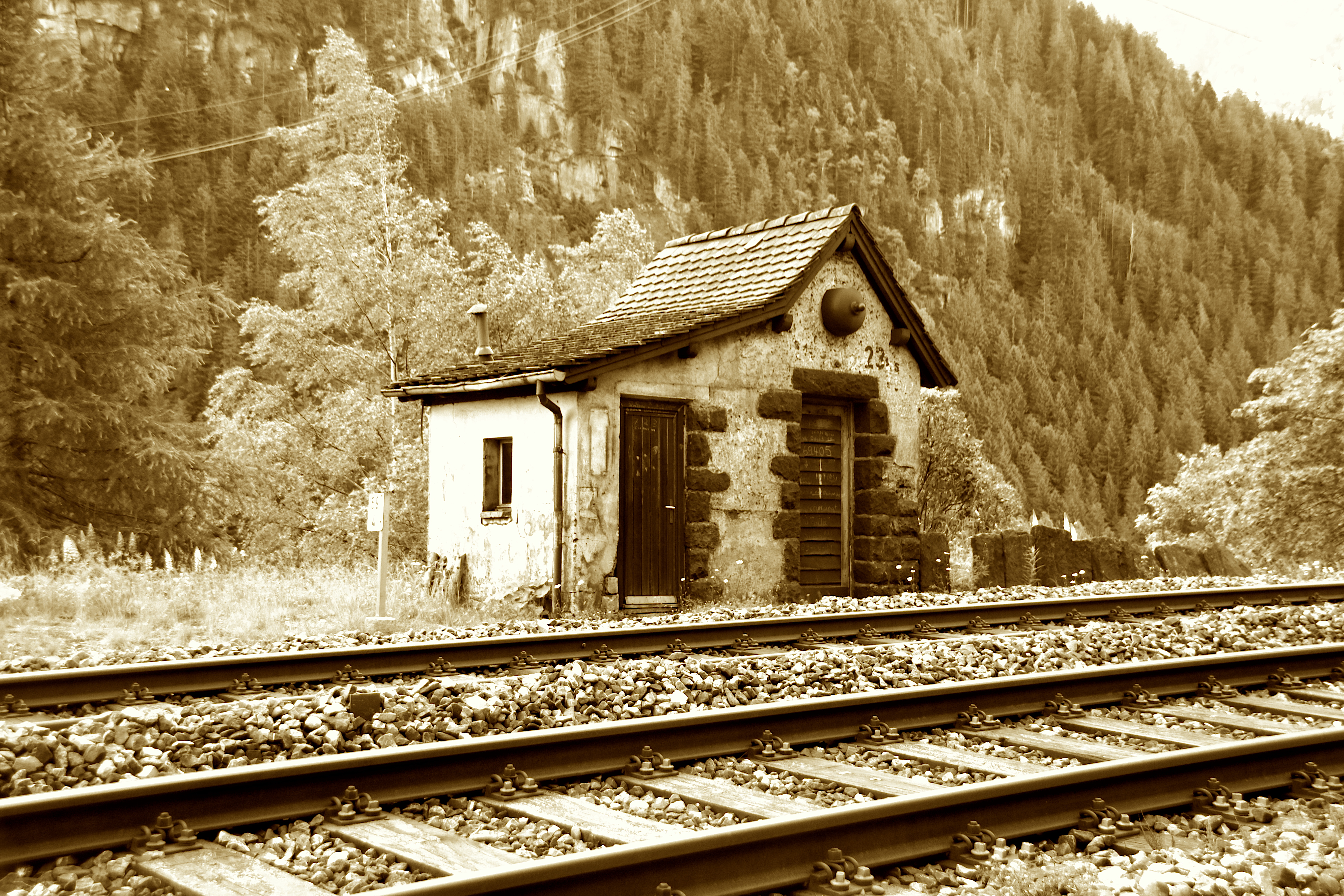
Wandläutwerk an einer Kabelbude der Gotthardstrecke nördlich des Bahnhofs Göschenen.

Das Läutwerk ist ein akustisches Signalgerät, das im Eisenbahnbetrieb zur Warnung vor Gefahren und zur Übermittlung von Informationen über den Zugverkehr eingesetzt wird. Man unterscheidet zwischen ortsfesten Läutwerken und Läutwerken auf Fahrzeugen.

## Stationäre Läutewerke
Die stationären Läutewerke der Eisenbahnen befanden sich in Bahnhöfen, Haltepunkten und anderen Betriebsstellen außerhalb und innerhalb von Gebäuden. Sie erzeugen in der Regel eine Salve von mehreren Glockenschlägen, die bis zu drei verschiedene Töne enthalten können. Je nach Bauart des Läutewerks waren diese bis zu drei Kilometer vom Aufstellungsort entfernt noch zu hören.

### Geschichte
Die älteste Form akustischer Signaleinrichtungen bei Eisenbahnen waren Signalhörner und Signalpfeifen, die dazu dienten, andere Züge oder Personen im Gleisbereich auf die unmittelbare Gefahr eines herannahenden Zuges aufmerksam zu machen. Glocken wurden erst später verwendet und dienten hauptsächlich dazu, das Personal in Bahnhöfen oder Fußgänger und Fahrzeuge an Bahnübergängen auf herannahende Züge aufmerksam zu machen.
Bereits um 1841 experimentierte die Taunusbahn von Frankfurt am Main nach Wiesbaden mit mechanischen Läutewerken. Auf einer gusseisernen Säule war eine Glocke angebracht, die vom Streckenwärter mit einem Fußhebel betätigt wurde, der einen Messingdraht in einem Schutzrohr an der Schieneninnenseite bewegte. Mit der Glocke konnte zwar nur ein Warnsignal gegeben werden, was aber genügte, da die Streckenwärter weiterhin den Fahrplan als einziges Dokument zur Betriebsführung nutzten. Dass die Versuche um 1843 eingestellt wurden, lag daran, dass die kilometerlangen Drähte zu stark beansprucht wurden, schwergängig wurden und den Belastungen nicht mehr standhielten.
Nach der Erfindung des Elektromagneten begannen um 1840 die ersten Versuche mit elektrischen Strom Nachrichten zu übermitteln. Als Vorreiter nahm die Thüringische Eisenbahn-Gesellschaft im Juni 1846 auf der Strecke Halle–Merseburg–Weißenfels eine elektromechanische Läuteanlage mit 39 Läutewerken in Betrieb und verzichtete gleichzeitig auf die optischen Telegraphen. Die Läutwerke wurden von dem Berliner Uhrmacher Ferdinand Leonhardt entwickelt und auch auf der Strecke Magdeburg–Buckau der Berlin-Potsdam-Magdeburger Eisenbahngesellschaft eingesetzt. 1847 baute Werner von Siemens das erste elektromagnetisch gesteuerte Läutwerk für Eisenbahnen. Bei den Eisenbahnen wurden die optischen Telegrafen nach und nach durch Läutwerke ersetzt. Ende der 1870er Jahre dürften die letzten optischen Telegrafen abgebaut worden sein. In der Schweiz wurden Läutwerke von der Gotthardbahn eingesetzt. Die elektromechanischen Läutwerke hatten sich als robuste, unkomplizierte und praxistaugliche Signalgeber erwiesen, die entgegen allen Befürchtungen insgesamt fast zwölf Jahrzehnte lang auch parallel zu den später aufkommenden Streckenfernsprechern problemlos funktionierten.

### Funktion
Der Klang der Eisenbahn-Läutwerke unterscheidet sich von dem anderer Läutwerke durch die Verwendung von Gruppen von Glockenschlägen. Eine Gruppe besteht aus zwei bis sechs Glockenschlägen, die auf eine, zwei oder drei Glocken unterschiedlicher Tonhöhe abgegeben werden. Die Bedeutung der Signale war von Betriebsstelle zu Betriebsstelle verschieden, und wenn mehrere Strecken am Wärterposten vorbeiführten, unterschieden sich die Läutewerke in ihrem Klang, d. h. in der Anzahl der Schläge, in ihrer Tonfolge und Tonhöhe und in der Art des Anschlags, der gleichmäßig oder hinkend sein konnte.
Es konnte beispielsweise folgendes signalisiert werden:
- Zugfahrt von A nach B: eine Gruppe.
- Zugfahrt von B nach A: zwei Gruppen mit ca. drei Sekunden Pause zwischen den beiden Gruppen.
- Irrtum: drei Gruppen. Dieses Signal wurde verwendet, um zuvor abgegebene Signale ungültig zu erklären.
- Warnung, entlaufene Wagen: vier Gruppen.
- Alarm: fünf Gruppen: Dieses Signal bedeutete, dass etwas Außergewöhnliches passiert war. Es forderte das Personal auf sofort alle Schranken zu schließen und alle noch unterwegs befindlichen Züge sofort zum Halten bringen
- Aufruf, das Telefon zu bedienen: sechs Gruppen[4]

### Einsatz
Die stationären Läutewerke dienten zur Information über Betriebsabläufe. Sie wurden zwischen benachbarten Betriebsstellen über Induktionskurbelwerke bedient. Durch Läutwerke wurde von einer Betriebsstelle zur nächsten das Abfahren eines Zuges angekündigt. Stationäre Läutewerke gab es als
- Streckenläutewerke
- Bahnsteigläutewerke (Perronläutewerke)
- Zimmerläutewerke
- Läutewerke an besonderen Betriebsstellen (Tunnel, größere Brücken mit Fußgängerbereich, Bahnübergänge)

Mit der Einführung von Streckentelefonen verloren die stationären Läutewerke ihre Bedeutung, wobei das Eisenbahnstreckentelefon mit unterschiedlichen Rufzeichen für die jeweiligen Stationen einer Strecke eine Weiternutzung dieser Läutewerke erforderlich machte.
Während die Streckentelefone mit angeschlossenen Läutewerken heute weitestgehend Standardtelefonen mit eingebautem Geräuschgenerator Platz gemacht haben, sind stationäre Läutewerke heute fast ausschließlich noch bei Bahnübergangssicherungsanlagen zu finden, wo sie als zusätzliches akustisches Signal zu Ampel und Schranke dienen.

## Läutewerke auf Schienenfahrzeugen

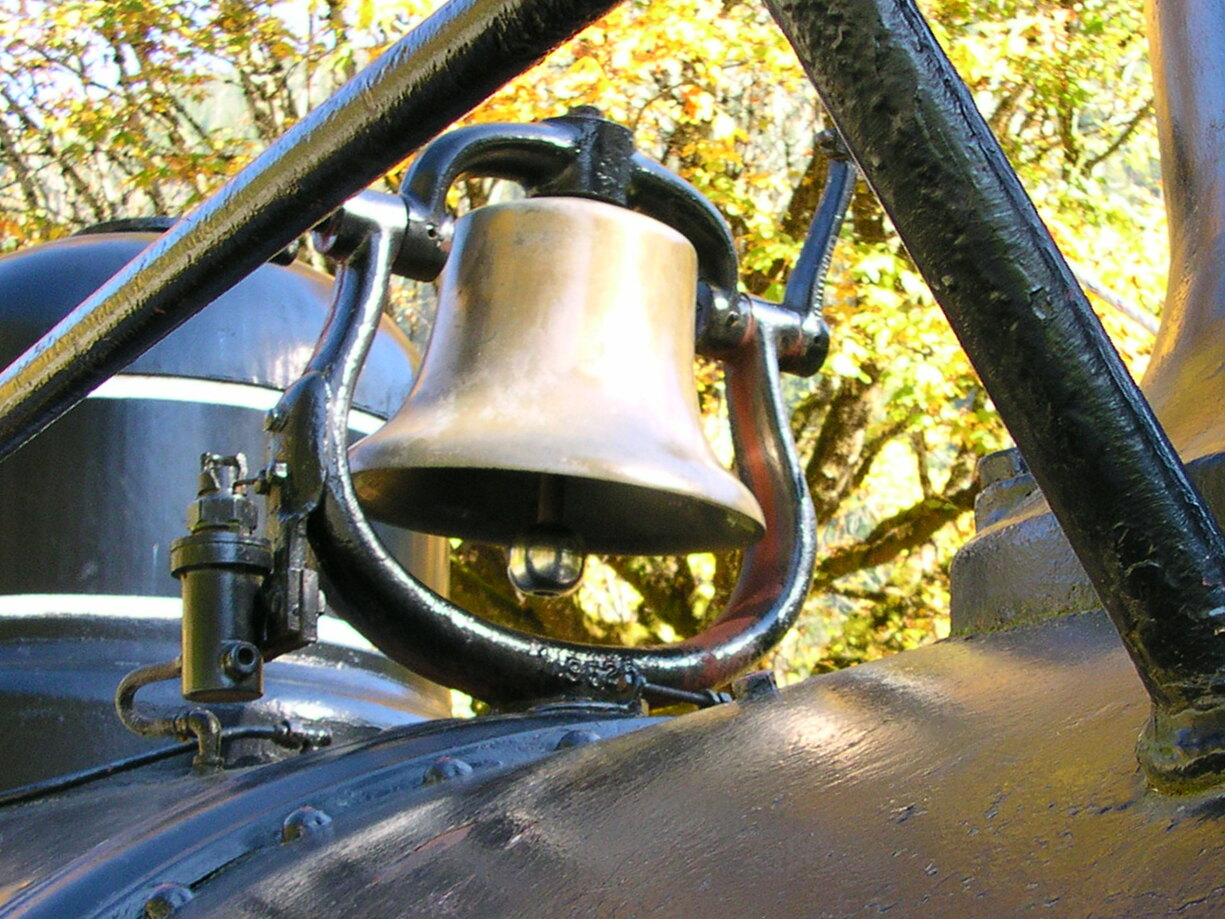
Dampfbetriebene Glocke einer amerikanischen Lokomotive

Läutwerke auf Schienenfahrzeugen haben die Aufgabe, andere Verkehrsteilnehmer an Bahnübergängen und in Ortsdurchfahrten sowie die Reisende auf Bahnsteigen und das Betriebspersonal in den Betriebsstellen vor herannahenden Zügen zu warnen. Insbesondere auf Nebenbahnen und Schmalspurbahnen wurde die Verwendung von Läutwerken den Pfeifen vorgezogen, da diese keine schrillen, hochfrequenten Töne erzeugten, die bei Zugtieren und Weidevieh in Gleisnähe panikartige Reaktionen auslösen konnten.

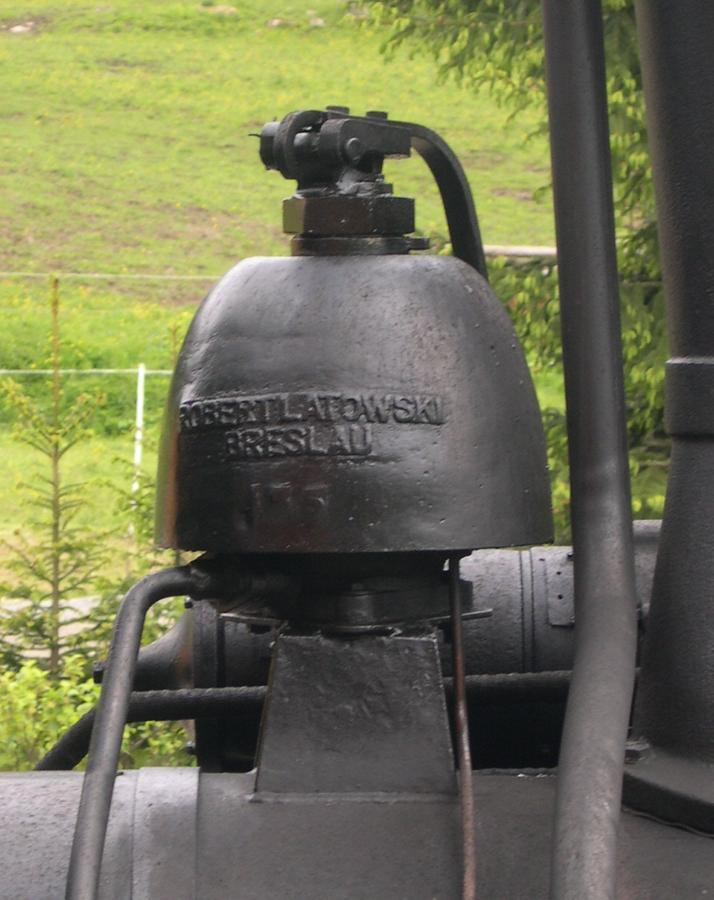
Ein Latowski-Dampfläutewerk auf einer Dampflok der sächsischen Gattung IV K, hier auf der Lok 99 1590-1 der
Preßnitztalbahn

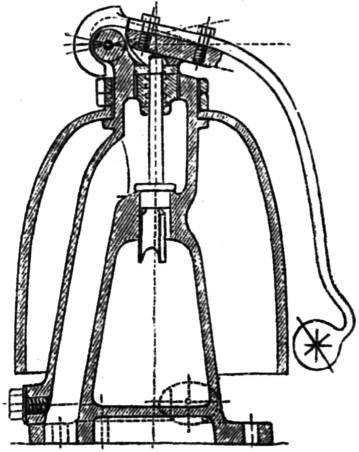
Querschnitt durch ein Dampfläutewerk der Bauart Latowski

Bereits auf den ersten Lokomotiven befanden sich einfache Handglocken, die mit einem Seilzug betätigt wurden. Im Laufe der technischen Entwicklung kamen zunächst mechanische Läutewerke mit Gestänge-, Seil- oder Riemenantrieb zum Einsatz. Diese technischen Lösungen erwiesen sich jedoch, ebenso wie die Handglocken, als nicht praktikabel für den ständig steigenden Verkehr, zumal die Bedienung der Handglocke bei Gefahrenstellen eine zusätzliche Belastung für das Fahrpersonal darstellte und von der Bedienung der Bremse ablenkte. Erst das 1883 eingeführte Latowski'sche Dampfläutewerk stellte eine brauchbare Lösung dar. Es wird vom Dampfkessel über ein Absperrventil mit Dampf versorgt. Im Läutwerk wird ein Glockenklöppel bei anliegendem Dampfdruck angehoben, bis der Dampfdruck in der angehobenen Stellung des Klöppels selbsttätig entweicht und der Klöppel durch die Schwerkraft zurückfällt und auf die Glocke schlägt. Durch Regelung der Dampfzufuhr zum Läutwerk konnten unterschiedliche Schlagintervalle erzeugt werden.
Läutewerke waren in der deutschen Eisenbahn-Bau- und Betriebsordnung von 1904 für Nebenbahnen vorgeschrieben, bei welchen unbeschrankte  Bahnübergänge befahren wurden. Für Hauptbahnen vorgesehene Lokomotiven mussten nur dann mit einem Läutewerk ausgerüstet sein, wenn sie regelmäßig auch auf Nebenbahnen verkehrten. Wurde nur ausnahmsweise eine Nebenbahn befahren, durften vom Lokführer oder Heizer Handglocken verwendet werden. Heutzutage sind insbesondere Straßenbahnen mit Läutewerken als primäres Warnsignal ausgestattet, während Züge meist ausschließlich Makrofone verwenden.

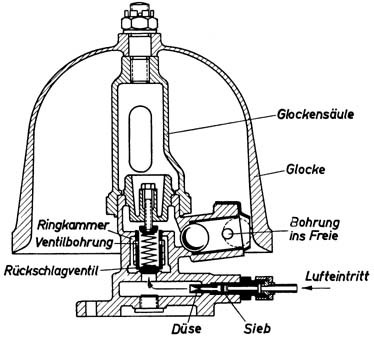
Druckluftläuterwerk Bauart Knorr

Die Verfügbarkeit von Druckluft auf den Triebfahrzeugen ermöglichte den Einsatz druckluftbetriebener Läutewerke wie sie z. B. von Knorr entwickelt wurden. Die Glocke wird durch eine Stahlkugel angeschlagen, die durch den Luftdruck gegen die Glocke geschlagen wird. Hat die Kugel die Glockenwand erreicht und zum Klingen gebracht, kann die Luft durch eine von der Kugel freigegebene Öffnung ins Freie entweichen; die Kugel rollt wieder in ihre Ausgangsstellung zurück und ist bereit für den nächsten Glockenschlag. Diese Bauart wurde auf den deutschen Einheitsdampflokomotiven verwendet.
Elektrische Läutwerke können auf elektrischen und dieselbetriebenen Triebfahrzeugen eingesetzt werden. Das Funktionsprinzip der elektrischen Läutewerke entspricht dem der Türklingel, bei welcher ein Wagnerscher Hammer zum Anschlagen der Glocke verwendet wird. Lediglich die Größe unterscheidet die Glocken auf Triebfahrzeugen von den Türklingeln.
In Nordamerika sind Glocken nach wie vor fester Bestandteil jeder Triebfahrzeugausrüstung. Sie müssen sowohl bei Abfahrt des Zuges als auch beim Überfahren von Bahnübergängen betätigt werden. Die Betätigung des Horns löst in der Regel auch die Glocke aus, die manuell zurückgestellt werden muss. Seit den 2000er Jahren werden auf vielen Fahrzeugen die druckluftbetriebenen Glocken durch wartungsfreie elektronische Klangerzeuger ersetzt, die den Klang der Glocke imitieren.